# 新竹県立湖口高級中学
新竹県立湖口高級中学（しんちくけんりつここうこうとうがっこう、Hu Kou High School）は、台湾新竹県湖口郷中心の北にある県立の高級中学。男女共学。附属初中あり。湖口高校は新竹県体育発展の重点学校である。偏差値およそ50である｡新しい高校を建設する予定があって、2026年に完成する予定。

## 沿革
- 1953年 - 新竹県立第一中学湖口分部として創立。
- 1956年 - 新竹県立湖口初級中学に改制。
- 1968年 - 昇格により新竹県立湖口國民中学に改称。
- 1997年 - 高中部増設により新竹県立湖口中学に改称。
- 2003年 - 新竹県立湖口高級中學に改称。
- 2018年 - 海外交流計画を立案し、日本の高校と姉妹校になった。
- 2023年 - 湖口高校の建設計画を実行（完成したら中学校と２つ別の学校になる予定）。

## 設置課程
- 全日制

## 設置学科
- 普通科
- 商業専攻科
- 体育科

## 学生
2019年度の学生数は1852人である。

## 歴代校長
| 代     | 氏名   | 任期                |
| ------ | ------ | ------------------- |
| 初代   | 李薈   |                     |
| 第2代  | 易用莊 |                     |
| 第3代  | 王玉書 |                     |
| 第4代  | 鄧迅之 |                     |
| 第5代  | 李左彰 |                     |
| 第6代  | 黃宗謀 |                     |
| 第7代  | 詹輝男 |                     |
| 第8代  | 余保生 |                     |
| 第9代  | 張華堂 | 2012年8月-2023年8月 |
| 第10代 | 姜錢珠 | 2023年8月-          |

## 部活動
部活動への参加は強制である。
| 体育部 - 陸上部 - ソフトテニス部 - 卓球部 - テニス部 - バスケットボール部 - テコンドー部 | 文化部 - 英語研究 - 演劇 - 科学研究 - 合唱 - 情報処理研究 - 吹奏楽 - 美術 - ダンス - 軽音楽 - アニメ研究 |

## 対外関係・交流協定校
- 広島県立大柿高等学校（日本）
  - 2018/01/23 - 交流協定に署名した。3名高校生が来た。
  - 2019/03/15 - 交流の用意のために2名広島県立大柿高等学校の高校生が来た。
  - 2019/11/20 - 国際交流のために34名広島県立大柿高等学校の高校生が来た。

## 周辺
- 湖口郷立新湖小学校
- 湖口郷立信勢小学校
- 湖口郷立新湖中学校
- 新竹県役所湖口支所
- 湖口公民館
- 湖口警察署
- 湖口郵便局

## 進路概況
- 国公立大学の合格者数は、例年30人前後である(30%)。
- 専門学科に分かれているため、全体的な成績よりも自身の特化した成績を活かす傾向にあり、私立大学、専門学校等への進学者が多い。
- 文理科の大学及び専門学校の進学は98%であり、卒業後に就職する生徒はクラスに1〜2名程度である。しかし商業專攻科は在学中に専門学校レベル以上の資格を取得するため、卒業後に就職する生徒が半分程度いる。

## 交通アクセス
最寄りのバス停
- 新竹客運（中国語版） 「湖口高校前」バス停

最寄りの道路
- 国道1号・中正路二段263巷前の交差点

最寄りの駅
- 湖口駅

## 学校行事
セメスター制
前期
- 9月 - 入学式、前期始業式、対面式、課題テスト、應援歌講習
- 10月 - 前期中間考査、校内模試、2年修学旅行
- 11月 - 新体力テスト、スポーツ大会
- 12月 - 文化祭、前期期末考査、前期終業式
- 1月 - 冬季休業（1月第4週から）

後期
- 2月 - 後期始業式（2月第4週まで）
- 3月 - 校内模試、1・2年期前考査、3年学年前考査
- 4月 - 課外授業、1・2・3年学年中考査
- 5月 - 課題テスト
- 6月 - 卒業式、 1・2年学年末考査、 歩こう会、後期終業式
- 7月 - 夏季休業（7月第1週から）
- 8月 - 夏季休業（8月第4週まで）

## 有名人
- 田馥甄-台湾の歌手、女優。S.H.EのHebe。
- 陳建安-台湾の卓球選手。

## 校訓
有禮貌 守秩序 愛整潔 勤讀書

（礼儀正しい 秩序を守る 綺麗好き 真面目に勉強）

## 校歌
我們是中華民國主人翁 是黃炎胤冑文化聖宗 繼往開來青年創造 時代使命不同 發揚科學手腦並用吾校所宗 四維八德知行合一 為國效忠 山明水秀人才輩出 良師化雨功 湖中朝旭始東。

（我らは中華民国の主人であり、昔からの文化と使命を持って､未来の道路を作って､後輩を支持して､明るい未来を作るのは使命である。科学を活用し、頭を開発のは我が学校を目指すことである。４つの校訓を忘れず､行為もそうして､国を守る｡素晴らしい学校で人材を育て､教師の教恩を覚えて、以上のは毎日湖口高校の日常である。）